# Benzoato de lítio
Benzoato de lítio tem fórmula molecular C6H5COOLi. É o sal de lítio do ácido benzóico. Solúvel em água.
Pode ser produzido por reagir carbonato de lítio ou hidróxido de lítio com ácido benzóico: 
2 C6H5C(O)OH + Li2CO3 → 2 C6H5C(O)OLi + H2O + CO2↑
C6H5C(O)OH + LiOH → C6H5C(O)OLi + H2O